# نسبة الجنس
| البلدان التي لديها عدد الإناث أكثر من الذكور. عدد البلدان التي يتساوا عدد الذكور والإناث. البلدان التي لديها عدد الذكور أكثر من الإناث . لا توجد بيانات. |

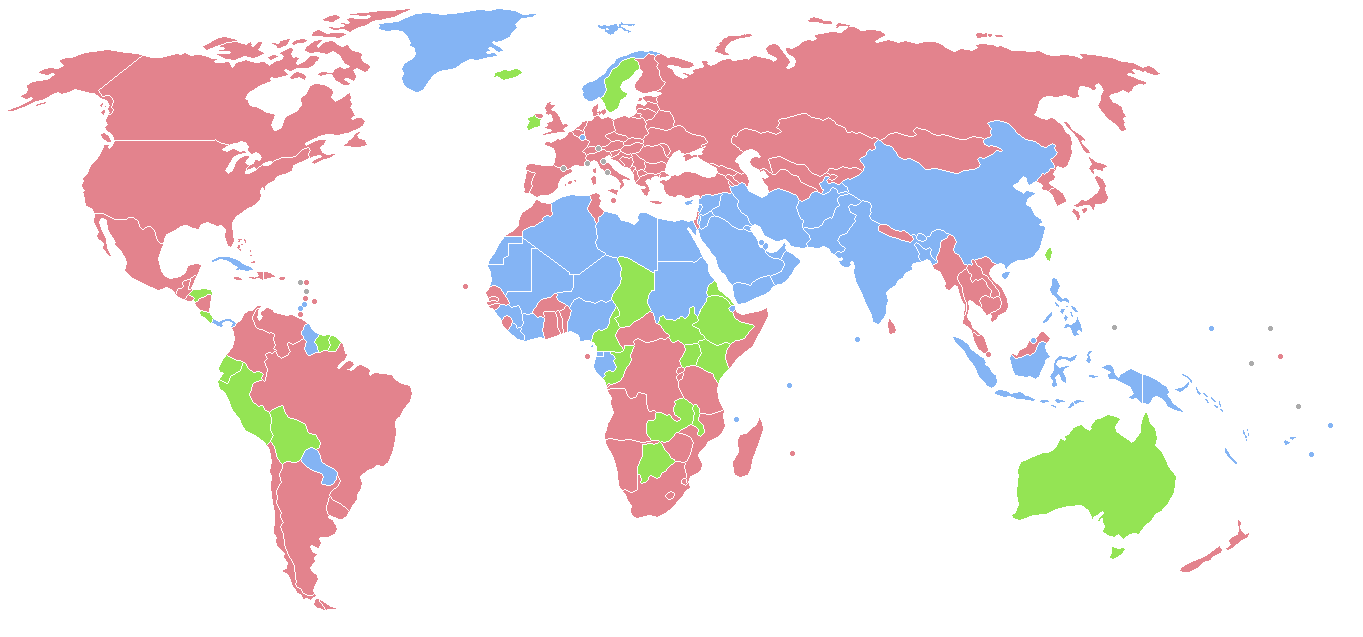
خريطة تشير إلى توزيع نسبة الجنس حسب كل بلد

نسبة الجنس (بالإنجليزية: Sex ratio)‏ هي النسبة بين الذكور للإناث في تعداد السكان، اعتبارًا من عام 2014، تقدر نسبة الجنس العالمية عند الولادة بـ 107 ذكر إلى 100 أنثى (1000 ذكر لكل 934 أنثى).
توجد الكثير من العوامل التي تتحكم في نسبة الجنس.